# Nunca es tarde (programa de televisión)
Nunca es tarde fue uno de los primeros late show chilenos transmitido por televisión abierta, era conducido por Checho Hirane. Tenía una duración de hora y media, y se emitía de martes a sábado a las 00:00 horas por La Red.